# Ringautobahn Chengdu-Chongqing
Die Ringautobahn Chengdu-Chongqing oder Chengyu-Ringautobahn (chinesisch 成渝环线高速公路, Pinyin Chéngyú huánxiàn gāosù gōnglù, englisch Chengyu Ring Expressway), chin. Abk. G93, ist eine Ende 2013 eröffnete ringförmige Autobahn in Sichuan und Chongqing in der Mitte Chinas. Der nach Fertigstellung 1.057 km lange Autobahnring führt von der im Westen gelegenen Metropole Chengdu im Uhrzeigersinn über Mianyang im Norden, Suining im Osten, Chongqing im Südosten sowie Lushan und Yibin im Süden und Leshan im Südwesten des Rings zurück nach Chengdu.
Im südlichen Abschnitt führt die Autobahn zwischen Chongqing und Luzhou innerhalb von zehn Kilometern zweimal über den Jangtsekiang. Dazu waren zwei große Brückenbauwerke notwendig, die 1715 m lange Hejiang-Brücke und die 831 m lange Bosideng-Brücke. Letztere gilt als die größte CFST-Brücke der Welt.